# Sous-préfecture de Casa Verde
La sous-préfecture de Casa Verde/Cachoeirinha est régie par la loi no 13999 du 1er août 2002 et est l'une des 32 sous-préfectures de la municipalité de São Paulo. Elle est composée de trois districts : Casa Verde, Cachoeirinha et Limão, qui représentent ensemble 26,7 kilomètres carrés et habitée par plus de 309 376 personnes, avec une densité de 11 587 habitants par kilomètre carré.
Son siège social est situé à l'avenue Ordem e Progresso, 1001, dans le district de Casa Verde.
Le quartier a des caractéristiques très spécifiques qui, au fil des ans, le renforcent et finissent par l'unifier de manière unique, tant pour ceux qui l'habitent que dans le concept général. À Casa Verde, nous voyons un exemple où le nom du quartier est le résultat de ceux qui s'y sont d'abord stabilisés ou installés grâce à des références populaires.

## District de Casa Verde
- IDH : 0,874 - élevé (36°)
- Superficie : 7,10 km2
- Population : 85 624
- Principaux quartiers : Jardim São Bento, Casa Verde, Peruche.
- Routes d'accès principales : Avenue Casa Verde, Avenue Professor Ida Kolb, Avenue Braz Leme.

Bien qu'il ne dispose pas de stations de métro, le district est situé à proximité de la gare/station de train/métro Palmeiras-Barra Funda sur la ligne 3-Rouge et de la station Santana sur la ligne 1-Bleue, il est également desservi par un terminus de bus, le Terminus Casa Verde situé sur l'Avenue Engenheiro Caetano Alvares.
Au XVIIe siècle, les terres de Casa Verde appartenaient à Amador Bueno (1584 - 1649), qui les conquit en tant que sesmaria. En 1630, il construisit la ferme ou est la rua Zanzibar. L'espace est devenu la propriété de José Arouche de Toledo Rondon, par héritage, lorsqu'il a commencé à être connu sous le nom de Casa Verde. Arouche, dont la place était sa propriété, était déjà un producteur rural de l'autre côté de la rivière.
Dona Caetano Antonia, la dernière des "filles de la maison verte", mourut en 1852 et la ferme passa entre les mains de plusieurs propriétaires.
En 1857, des documents confirment que le terrain appartenait à Francisco Antônio Baruel, qui le vendra plus tard au lieutenant-colonel Fidelis Nepomuceno Prates. En 1882, João Maxwell Rudge a acquis la région, explorant la plantation de fruits, principalement des raisins. Les enfants du premier mariage décident de transformer la ferme en développement immobilier. Ils réussirent à vendre le premier lot le 21 mai 1913. Pour faciliter le franchissement de la rivière Tietê, la famille construit un pont en bois qui, en 1954, après le redressement de la Tietê, sera remplacé par l'actuel, en béton.

### Actualité
Le développement a été lent et n'a fait que s'accélérer à partir du moment et suivant le rythme où les bénéfices arrivaient dans le quartier, (comme la construction du pont de bois, l'arrivée du tram, de la lumière électrique, la construction de l'église, le district de paix...). Le quartier s'agrandit alors, la ville de São Paulo s'agrandit, étant considérée aujourd'hui comme une mégalopole. On considère qu'à l'heure actuelle, l'entreprise est très réussie.

### Curiosités
La région de Bairro da Casa Verde, était en fait censée être Villa Tietê, cependant, en raison des histoires des sept sœurs célibataires de la "maison verte" ("casa verde"), le quartier a reçu son nom.
Les « Filles de Casa Verde » étaient les sœurs Caetana Antonia de Toledo Lara et Moraes, Gertrudes Genebra de Toledo Rendon Freire, Joaquina Luisa Delgado de Toledo e Luna, Puqueria Leocadia Domitilla Ordonhes de Toledo, Ana Teresa de Araujo de Toledo, Maria Rosa de Toledo Rendon et la plus jeune Redunzinda de Toledo.
Elles étaient les filles d'un employé de la Colonie, Agostinho Delgado Arouche, et les sœurs de José Arouche de Toledo Rendon, reconnu pour avoir été le premier directeur de la Faculté de droit de São Paulo et du Jardin botanique et un planteur de thé situé sur la Praça da República, vivait dans une grande maison de la rua do Collegio, d'où émergent deux des trois versions qui révèlent la "maison verte". Dans le premier, le manoir était vert. Dans l'autre, la couleur ne se retrouvait que dans les fenêtres. Mais la version la plus connue était que le vert était la couleur du siège de la ferme située sur la rive droite du Tietê, entre Sant'Ana et Freguesia do Ó.
Selon l'historien Nuto Sant'Anna, dans un article publié dans Estado en 1936, avec des informations du recensement de 1830, les «filles de Casa Verde» ont survécu «grâce aux journaux d'esclaves, louant leurs maisons et cultivant leur ferme». Dans les terres qu'ils ont héritées de leur père, du café a probablement été planté, dit Sant'Anna, qui est l'auteur du livre "As Meninas da Casa Verde". Il a également déclaré que les sept filles, sur les onze que Delgado avait, étaient stériles. "Eux, en somme, qui ont si longtemps parfumé de leur esprit la vie romantique de São Paulo au début du XIXe siècle, avaient une caractéristique un peu amère et un peu poétique : ils ont vécu célibataires toute leur vie - et donc toute leur vie. sont devenues des filles", conclut l'historien.

## District de Cachoeirinha
- IDH : 0,802 - élevé (71°)
- Superficie : 13,30 km2
- Population : 143 523
- Principaux quartiers : Vila Nova Cachoeirinha, Jardim Pery Alto, Jd. Princesa.
- Routes d'accès principales : Avenue Deputado Emílio Carlos, Avenue Parada Pinto, Avenue Inajar de Souza et Avenue Imirim

Il n'a pas non plus de stations de métro, mais des plans d'expansion ont déjà été discutés, où la région aura la future ligne 16, qui devrait relier Cachoeirinha, Casa Verde et Luz. L'autre ligne serait la ligne 19 qui passerait par Vila Maria, reliant également Guarulhos à Campo Belo, dans la zone sud. Pour l'instant, les transports en commun dans la région sont principalement des bus et des mini-fourgonnettes. Actuellement, le quartier a attiré de grandes enseignes telles que Magazine Luiza et Casas Bahia.

## District de Limão
- IDH : 0,847 - élevé (53°)
- Superficie : 6,30 km2
- Population : 80 229
- Principaux quartiers : Limão, Jardim Primavera, Vila Santa Maria.
- Routes d'accès principales : Avenue Celestino Bourroul, Avenue Deputado Emílio Carlos, Avenue Nossa Senhora do Ó et Avenue Antonio Munhoz Bonilha

La première ligne de bus mise en place dans la région remonte à 1935, partant de Barra Funda et se rendant au quartier Vila Santa Maria. Le district de Limão, qui ne possède pas de stations de métro, utilise la ligne 3 - Rouge en raison de sa proximité. La grande activité industrielle générée dans cette zone est appréciée, il existe encore de nombreux collèges importants, tels que Padre Moye fondé en 1942, il abrite également le nouveau siège du journal O Estado de S. Paulo.